# San Carlos (Chile)
San Carlos é uma comuna da província de Ñuble, localizada na Região de Biobío, Chile. Possui uma área de 874,0 km² e uma população de 50.088 habitantes (2002).